# Нассах
Нассах (нем. Nassach) — река в Германии, протекает по Нижней Франконии (земля Бавария). Речной индекс 24312. Площадь бассейна реки составляет 156,98 км². Длина реки — 26,19 км. Высота истока 355 м. Высота устья 216 м.